# Cserszegi fűszeres
Cserszegi fűszeres is een Hongaars wit druivenras. Het is genoemd naar de plaats van herkomst: Cserszegtomaj bij Keszthely. De toevoeging fűszeres betekent "kruidig".
De witte Cserzegi fűszeres is een kruising van de Irsai Olivér en de Rode traminer (de tramini is een voorouder van de gewürztraminer). De kruising is in 1960 tot stand gebracht door Károly Bakonyi. De druif heeft een hoge opbrengst met een hoog suikergehalte en is minder gevoelig voor koude.
De wijnen zijn droog of halfdroog en hebben een kenmerkende geur, een kruidige smaak met harmonische zuren, en ze zijn rijk aan extract. Ze kunnen waardevol zijn als cépage of als gemengde witte wijn. 
De druif wordt voornamelijk geteeld in de Hongaarse wijngebieden van Csongrád, Hajós, Baja, Kunság, Etyek, Buda, Balatonhoogvlakte en aan het Balatonmeer, maar het druivenras raakt steeds meer verbreid.